# 趙祜
趙祜（1479年—1528年），字汝承，直隸大名府開州長垣縣（今河南長垣縣）人，明朝政治人物，進士出身。

## 生平
弘治十四年（1501年）辛酉科順天府鄉試第三名，弘治十五年（1502年），登壬戌科二甲第七十四名進士。授吏部验封司主事，历考功、文选二司，升文选司署员外郎，出为平凉府通判，寻升同知，不久升西安知府。调任登州府，升山西按察司副使，寻改提学，嘉靖七年春官至陝西苑馬寺卿，十月卒于官。

## 家族
曾祖父趙榮；祖父趙讓；父趙銘，義官，封吏部主事。母李氏，封安人。